# 시미즈촌 (후쿠시마현)
시미즈촌(清水村)은 후쿠시마현 시노부군에 있던 촌이다. 현재의 후쿠시마시 중심부에 해당한다.

## 역사
- 1889년 4월 1일 - 정촌제 시행에 의해 5촌의 구역으로 성립하였다.
- 1947년 3월 10일 - 후쿠시마시에 편입하여, 동일 시미즈촌이 폐지되었다.

## 교통

### 철도
- 후쿠시마 전기철도 (현:후쿠시마 교통)
  - 이자카선

현재는 구촌 지역에 가미마쓰가와역도 있지만, 당시에는 미개업 상태였다. 또한, 일본국유철도 도호쿠 본선이 지나갔지만 역은 존재하지 않았다.

### 도로
현재는 국도 13호선 후쿠시마 서부도로가 옛 촌을 통과하고 있지만, 당시에는 미개통이었다.

## 참고문헌
- 角川日本地名大辞典 7 福島県